# Čajkovskij (město)
Čajkovskij (rusky Чайковский) je město v Permském kraji v Ruské federaci. V roce 2023 zde žilo 75,324 obyvatel.

## Poloha
Čajkovskij leží na východní straně hráze Votkinské přehrady na řece Kamě. Břeh přehradního jezera tvoří severní hranici města, severovýchodní hranici určuje říčka Sajgatka do přehrady se vlévající a západní hranici tvoří z přehrady vytékající Kama, která zde tvoří hranici mezi Permským krajem a Udmurtskem. Na druhé, západní straně přehradní hráze navazuje na Čajkovskij sídlo městského typu Novyj.
Od Permu, správního střediska kraje, je Čajkovskij vzdálen přibližně 325 kilometrů na jihozápad. Nejbližší města jsou Votkinsk přibližně 32 kilometrů severně a Sarapul přibližně 38 kilometrů jihozápadně, obě v Udmurtsku.

## Dějiny
Čajkovskij byl založen v roce 1955 na místě dřívější vesnice Sajgatka. Vznikl v souvislosti s výstavbou přehrady a vodní elektrárny a pojmenován byl po skladateli Petrovi Iljičovi Čajkovském, který se narodil v nedalekém Votkinsku.

## Rodáci
- Jekatěrina Ivanovna Glazyrinová (*1987) biatlonistka
- Natalja Otčenaš (*1983 ) biatlonistka